# Montezuma (Ohio)
Montezuma è un villaggio degli Stati Uniti d'America, situato nello stato dell'Ohio, nella contea di Mercer.